# Jarl

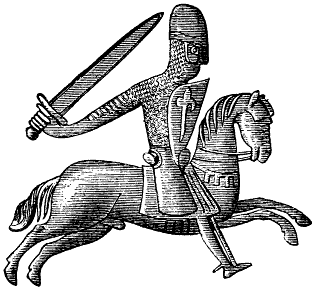
Birger Brosa, den förste svenske riksjarlen som vi känner till idag

Jarl var i Norden under tidig medeltid ett ämbete, vars oftast högättade innehavare styrde över ett större område, eller var kungens närmaste man. I de fall där jarlen var kungens högra hand och därmed rikets högste tjänsteman, samt när jarlen var förmyndare för en minderårig kung, används ibland titeln riksjarl för att särskilja honom från de eventuella andra jarlar som fanns i landet.
Den tidigaste användningen av termen är bäst belagd i norska områden, till exempel i Orkneyöarnas historia. I Sverige var ”svearnas jarl” befälhavaren för ledungsflottan.
Ordet har samma ursprung som det engelska earl. Den ljudlagsenliga svenska formen av ordet är ”järl”, i gutniskan "jerl". Denna form med progressivt i‑omljud var genomförd i yngre fornsvenska när ordet fortfarande var levande, och återfinns i svenska medeltida handskrifter och 1500‐talshandskrifter (”jerl”, ”jærl”), och i nysvenska tryckta skrifter. Den språkhistoriskt felaktiga formen ”jarl” är ett sentida lån från västnordiska språkliga varieteter, som saknar progressivt i‑omljud, och från de fåtaliga beläggen på icke omljutt jarl i fornsvenskan.
Birger jarls dödsort Jälbolung kan i namnets förled Jäl- enligt en teori som Hjalmar Lindroth för fram syfta på jarl, där formen antas ha gått igenom en liknande omvandling som järl.

## I Sverige
Titeln och ämbetet jarl har burits av en rad svenska stormän under vikingatiden och medeltiden, många ur Bjälboätten.
Ämbetet avskaffades i Sverige först 1308, men dess siste och mest betydande innehavare i landet var Birger jarl (Magnusson; död 1266), som fungerade som förmyndare för sin son kung Valdemar Birgersson och som också var gift med kung Erik den läspe och haltes syster Ingeborg; det var genom hennes kungliga härstamning som sonen hade fått tillträde till tronen.
Under vikingatiden var jarl en titel som betecknade en sorts högsta förtroendemän och som likställdes med bryte eller fogde. De kunde variera i tyngd beroende på vad de var satta att förvalta. Mellan titlarna jarl av Roden, jarl av Västergötland, och jarl av Svitjod var det stor skillnad. Det verkar alltså ha funnits flera jarlar samtidigt, men bara en riksjarl åt gången. Det är inte känt vem som var Sveriges förste riksjarl. ”Riksjarl” översattes till latin som: ”dux regni” (”rikets hertig” eller ”konungarikets hertig”).
En viktig uppgift för jarlen vid sidan om ledningen för ledungen var att styra, ansvara för och förvalta, åt kungen i förtroende, ett område där kungen inte var för tillfället och kunde regera direkt.
I flera årtionden före den siste jarlen Birger Magnusson tycks det uteslutande ha varit medlemmar ur Bjälboätten, tidigare kallad Folkungaätten, som bar titeln och som alltmer blev besläktade med kungahuset den Erikska ätten. Det är också svårt att bevisa titelns användning eftersom de bevarade breven har skrivits på latin och jarlen kallas oftast i dessa för dux vilket betyder hertig. Hertig i sin tur är ett inlån av den tyska titeln herzog (som betyder ”den som drar hären”, ”härdragaren” her-zog) och jarlen ansågs tydligen som en motsvarighet till den titeln. Jarltiteln bars dock ännu vid 1300-talets mitt av en svensk, Erengisle Sunesson, som genom ett av sina äktenskap blev titulärjarl av Orkneyöarna. Kung Albrekt av Mecklenburg kallade drotsen Bo Jonsson (Grip) sin ”officialis generalis” (ungefär ”högste ämbetsman”). Denna funktion synes, vad gäller faktiska maktbefogenheter, i stort sett ha motsvarat det gamla jarlämbetet.[källa behövs]
Birger Magnusson kallade sig Dux sweciae, vilket enligt den titelns betydelse blir riksjarl. Birger, som formellt var jarl under kung Erik den läspe och halte och därefter under sin son kung Valdemar, utvidgade i praktiken jarlens maktbefogenheter och var i realiteten regent. Birger ville möjligen inte att någon jarl i framtiden skulle ha samma makt som han haft, och kunna hota hans ättlingar på tronen. I vilket fall som helst utnämndes inga fler jarlar i Sverige efter honom.

### Gotlands jarlar
I den östskandinaviska ”Gutasagan” (kap. 2) nämns ett avtal mellan gutarna och svearnas konung i hednisk tid: ”Sextio marker silver vart år, det är gutarnas skatt, så att Sveriges konung skall hava Sirtio marker av de sextio och jarlen skall hava tjugo marker silver.”

### Götalands jarlar
- Bjarkmar jarl i Götaland[10][11]
- Hermund jarl i Götaland.[10][12]
- Hlödver jarl i Götaland.[10][13]
- Ingimund jarl i Götaland.[10][14]
- Harald jarl i Götaland.[10][15]
- Ottar jarl i Götaland.[10][16]
- Valgaut jarl i Götaland.[10][17]
- Tofi jarl i Götaland.[10][18]
- Karl Sunesson

#### Västergötlands jarlar
- Herrud (Herraud) jarl i Vistergötaland.[10][19]
- Hrani jarl i Vastergötaland.[10][20]
- Sigurd jarl i Vastergötland.[10][21]
- Ragnvald jarl (Ragnvald Ulfsson) i Västergötland [10]

### Hälsinglands jarlar
- Torfinn jarl i Hälsingland.[10][22]

### Jämtlands jarlar
- Kjallak jarl i Jämtland.[10][23]

### Smålands jarlar
- Sæfari jarl i Småland.[10][24]

### Värmlands jarlar
- Thorir jarl i Värmland.[10][25]
- Arnvid jarl i Värmland.[10][26]

### Svitjods jarlar
- Herröd jarl i Svitjod, som bodde i Västergötland.[10][27]

### Sveriges riksjarlar
Enligt de skriftliga källornas meddelanden och enligt forskningens resultat kan man konstatera att:
a) åtminstone till början av 1000-talet fanns det ett jarlämbete i vissa områden av det historiska Sverige
b) åtminstone från mitten av 1100-talet i Sverige fanns det ett jarlämbete, en så kallad riksjarl, som var den enda personen med denna titel i riket. Man kan alltså förmoda, att det var just under 1000-talet som jarlens status förändrades i Sverige - från att vara provinsjarl till att vara riksjarl och konungens högste ämbetsman.
| Namn              | Bild                                  | Födelse      | Tillträde | Frånträde             | Död                   | Noter        |
| ----------------- | ------------------------------------- | ------------ | --------- | --------------------- | --------------------- | ------------ |
| Birger Brosa      | Birger Brosas sigill                  | Okänt        | 1174      | 9 januari 1202        | 9 januari 1202        | [ 28 ]       |
| Johan Sverkersson | Mynt slaget under Johans tid som kung | 1201         | 1202      | Före 1206             | 10 mars 1222          | [ a ] [ 28 ] |
| Jon               |                                       | Okänt        | Före 1206 | 1206                  | 1206                  | [ 28 ]       |
| Knut Birgersson   | Folkungaättens vapen                  | Okänt        | 1206      | 31 januari 1208       | 31 januari 1208       | [ b ] [ 28 ] |
| Folke             | Folkungaättens vapen                  | Okänt        | 1208      | 17 eller 18 juli 1210 | 17 eller 18 juli 1210 | [ c ] [ 28 ] |
| Karl Döve         | Folkungaättens vapen                  | Okänt        | 1210      | 8 augusti 1220        | 8 augusti 1220        | [ d ] [ 28 ] |
| Ulf Fase          | Folkungaättens vapen                  | Okänt        | 1231      | 1248                  | 1248                  | [ e ] [ 28 ] |
| Birger Magnusson  |                                       | Omkring 1210 | Mars 1248 | 21 oktober 1266       | 21 oktober 1266       | [ f ] [ 28 ] |

## Skånska jarlar
- Ulf Torgilsson, död 1026 i Roskilde

## Danska jarlar
- Ulf Torgilsson, död 1026 i Roskilde
- Sven Estridsson jarl till 1047.

## Norska jarlar
- Jarl Toste
- Skule Tostesson, dödad av bönder vid Haverö kyrka på 1100-talet.
- Erling skakke, far till kung Magnus Erlingsson
- Filip Birgersson (Bjälboätten), son till Birger brosa, jarl till den norske kungen Sverre Sigurdsson, stupad i januari 1200.
- Hakon galen

## Isländska jarlar
Norska kungar utsåg under en tid jarlar från Island, vilka skulle upprätthålla skatteuppbörd, och befästa Norges makt på Island.
Snorre Sturlasson, utnämndes av hertig Skule Bårdsson 1238. Snorre dödades 1241.
Tord kakali (Snorre Sturlassons brorson) var jarl av Island 1247-1250
Gissur Thorvaldsson jarl av Island 1258-1268.

## Orkneyöarna
- Ragnvald Eysteinsson 875-
- Sigur Eysteinsson (kallad Sigurd den mäktige, bror till Ragnvald)
- Torv-Einar -910 (eller senare)
- Sigurd jarl, den förste kristne jarlen av Orkney
- Torfinn jarl -1064 (utvidgade Orkneyöarna så att de även omfattade Hebriderna, förutom Caithness (Katanes) och andra stora delar av Skottlands fastland, ett jarldöme som lydde under både den skotske och norske kungen.
- Sigurd Jorsalafarare 1098-
- Magnus Erlendsson 1108-1115
- Håkon Pålsson
- Ragnvald Orkneyjarl (känd som helgonet Ragnvald den helige) 1129-1158
- Harald Maddadsson
- Erengisle Sunesson (Bååt), jarl 1353

Skottland övertog styret av ögruppen 1472.

## Övriga ej områdesbestämda jarlar
- Jon jarl (flera jarlar med detta namn)
- Guttorm jarl 1165-1174, begravd i Sorö i Danmark
- Sigvard jarl